# 面高頼俊
面高 頼俊（おもだか よりとし/らいしゅん）は、戦国時代から安土桃山時代にかけての武将・僧。島津氏の家臣。

## 生涯
面高氏は代々山伏の家系で、肥前国の面高郷との関係は不明ながら、天文年間頃より薩摩国市来辺りに住した。
面高英俊の子として誕生。永禄4年（1561年）、父・英俊と共に、島津貴久の名代として相模国鶴岡八幡宮へ参詣、永禄6年（1563年）に帰国する際は京都八幡に立ち寄り、御正躰三つを頼俊が背負って鹿児島の清水八幡へ運んだ。武将としての活躍は永禄9年（1566年）10月より見え、日向伊東氏の三ツ山城攻めに参加して軍功をなし、永禄11年（1568年）の大口城攻めの際は、菱刈氏の武将・牧野次郎を討ち取るなど、その後も度々軍功をなした。
使者としても重用され、上洛して15代将軍・足利義昭や織田信長のみならず、諸国に対しての使者を務める。島津義久はその功に感じ入り、日向国を治めた暁には善哉坊の住職にすると約束、天正4年（1576年）頼俊が善哉坊へ先登してその院主を追い落とすと、約束通り善哉坊の住職に任じられた。天正15年（1587年）に豊臣秀吉による九州平定が行われた際、頼俊は和睦の使者として豊臣秀長の陣へ入って人質に関する話を詰め、伊集院忠棟が人質となる際に同道すると共に、未だ豊臣氏に反抗して籠城を続ける高城を開城させるなどした。
その後、島津義久並びに島津義弘が上洛する際の供を務め、慶長4年（1599年）に発生した庄内の乱が翌年に治まった際は、乱を調停した徳川家康への使者を入来院重時と共に務め、島津家が西軍に属した関ヶ原の戦いの終結後は、徳川氏との和睦成立のため、井伊直政と山口直友の許へ老体を押して赴き尽力した。頼俊はこの功により、100石を賜っている。